# Pterolophia francoisi
Pterolophia francoisi là một loài bọ cánh cứng trong họ Cerambycidae.